# Les Perques
Les Perques är en kommun i departementet Manche i regionen Normandie i norra Frankrike. Kommunen ligger i kantonen Bricquebec som tillhör arrondissementet Cherbourg. År 2018 hade Les Perques 206 invånare.

## Befolkningsutveckling
Antalet invånare i kommunen Les Perques
| Referens: INSEE |